# 烘糕
烘糕是發展於中國合肥當地的著名甜點，是合肥四大名點當中的一員，其特色金黃油潤，疏鬆多孔，口味香酥，甘甜。